# John Jorgenson
John Jorgenson (Madison, 6 luglio 1956) è un musicista e polistrumentista statunitense.
Sebbene sia noto soprattutto per essere stato il chitarrista di formazioni come la Elton John Band, la Desert Rose Band e gli Hellecasters, Jorgenson è in grado di suonare un gran numero di strumenti musicali, oltre alla chitarra classica: la chitarra pedal steel, la chitarra resofonica, il mandolino, il mandoloncello, il pianoforte, il contrabbasso, il clarinetto, il fagotto e il sassofono. Ha inoltre collaborato con Bob Dylan, Bob Seger, Willie Nelson, Johnny Cash, Emmylou Harris, Barbra Streisand, Luciano Pavarotti, Roy Orbison, Bonnie Raitt e i The Byrds.

## Biografia
John nasce il 6 luglio 1956 a Madison (Wisconsin), in una famiglia di musicisti: la madre è un'insegnante di pianoforte, mentre il padre è direttore d'orchestra e professore di musica. Inizia a suonare il piano e il clarinetto quando ha otto anni; nel 1964, vedendo il gruppo The Beatles in televisione, si interessa alla chitarra, ma i suoi genitori, temendo che potesse trascurare gli altri strumenti, non gliene regalano una fino al giorno di Natale dei suoi 12 anni. Nel maggio 1974 John si diploma nella città di Redlands (California), ma già quattordicenne aveva iniziato a suonare professionalmente: una delle sue prime band si chiamava Rocking Pneumonia. A vent'anni lavora nel parco di Disneyland, suonando il clarinetto, il mandolino e la chitarra.
La svolta arriva nel 1985, quando diviene membro della Desert Rose Band (viene anche nominato "Chitarrista dell'anno" per tre anni consecutivi dalla Academy of Country Music). Nel 1993, poi, entra a far parte degli Hellecasters, che distribuiranno diversi album lungo tutti gli anni novanta. Il primo, Return of the Hellecasters, viene nominato "Album dell'anno" e "Album country dell'anno" dal magazine Guitar Player.
Nel 1994 Jorgenson viene invitato a far parte della Elton John Band per un tour di 18 mesi; in realtà, resterà nella formazione per 6 anni, partecipando alle sessioni di registrazione degli album e ai concerti. Per la rockstar britannica suonerà la chitarra, il mandolino e il sassofono; si cimenterà perfino ai cori.
John ha contribuito notevolmente alla rinascita del jazz manouche, e attualmente continua ad andare in tour con un quintetto da lui formato, The John Jorgenson Quintet. Egli è anche un patrono del gruppo delle Tech Music Schools (Guitar-X), che egli visita regolarmente. Nel 2008 ha contribuito alla registrazione dell'album di Brad Paisley Play, una produzione totalmente strumentale); suona infatti nel brano Cluster Pluck, dove ha collaborato con artisti come Albert Lee e James Burton. La melodia ha vinto un Grammy award come "Migliore performance country strumentale".
Nel 2004 ha interpretato il ruolo di Django Reinhardt nel film Gioco di donna di John Duigan, precisamente nella sequenza in cui esegue, insieme al The John Jorgenson Quintet, il brano Minor Swing, scritto da Django Reinhardt e Stéphane Grappelli.
È stato più volte ospite del Guitar Festival di Soave, manifestazione chitarristica organizzata da Pierpaolo Adda.